# Max Tishler
Max Tishler (30 octobre 1906 - 18 mars 1989) est un chimiste américain. Il est président des laboratoires de Merck & Co. où il dirige les équipes de recherche.

## Biographie
Il est né à Boston, Massachusetts le 30 octobre 1906. Son père répare des chaussures et il abandonne la famille en 1911. Max travaille dans une pharmacie pendant la pandémie de grippe de 1918. Il étudie la chimie en premier cycle au Tufts College, où il est membre de la fraternité Pi Lambda Phi,.
En 1934, il obtient son doctorat en chimie organique de l'Université Harvard. Il épouse Elizabeth M. Verveer en 1934. Il enseigne à Harvard de 1934 à 1937. Son fils, Peter Verveer Tishler, est né le 18 juillet 1937. En 1937, il prend un poste chez Merck. Son premier projet chez Merck est de produire de la riboflavine. Dans les années 1940, il met au point un procédé de synthèse de la cortisone. Ses équipes synthétisent l'acide ascorbique, la riboflavine, la cortisone, la pyridoxine, l'acide pantothénique, le nicotinamide, la méthionine, la thréonine et le tryptophane. Il met également au point les procédés de fermentation de l'actinomycine, de la vitamine B 12, de la streptomycine et de la pénicilline. Tishlea invente la sulfaquinoxaline pour le traitement de la coccidiose
En 1970, il prend sa retraite de Merck et enseigne la chimie à l'Université Wesleyan.
Il est décédé d'un emphysème au Middlesex Memorial Hospital de Middletown, Connecticut, le 18 mars 1989.